# Lewotobi
El Lewotobi o Lewetobi (en indonesio: Gunung Lewotobi) es un volcán situado en la parte sureste de la isla de Flores, Indonesia. Se compone de los estratovolcanes «Lakilaki Lewotobi», con 1584 metros de altitud, y «Lewotobi Perempuan», con 1703 metros de altitud y un prominente cono de flanco, Lewotobi Iliwokar, se encuentra en el flanco este de Lewotobi Perampuan. . Su erupción de noviembre de 2024 dejó varios muertos.

## Literatura
En una de las historias de Rudyard Kipling se llama «Toby Loby».